# 宇宙拿鐵
宇宙拿鐵（Cosmic Latte）是宇宙內的平均顏色，由約翰·霍普金斯大學的天文學團隊發現並命名。

## 顏色的發現
在2001年，卡爾·格來茲布魯克和伊凡·巴德里測量出宇宙的顏色是泛綠的白色，但他們很快就在2002年的論文改正這一項分析。他們報告說，他們調查了宇宙中所有光線的顏色，加入了略呈米色的白色。他們調查了超過20萬個星系，和測量來自宇宙大體積的光的光譜範圍。宇宙拿鐵的16進位RGB值是#FFF8E7。
發現宇宙的顏色並不是它們研究的重點，他們調查和分析不同星系的光譜，以研究恆星的形成。就像夫朗和斐譜線，在研究中顯示在光譜範圍內的暗線顯示老年和年輕的恆星，讓格來茲布魯克和巴德里可以確定不同的星系和恆星系統的年齡。這項研究揭示絕大多數的恆星大概形成於50億年前，因為這些恆星在過去本來就比較亮。當更多的恆星從藍色轉換成黃色，並且最後成為紅巨星，宇宙的顏色也隨著時間由藍色移至紅色。
格來茲布魯克和巴德里的研究是由大衛和露西帕卡德基金會贊助的。
當來自遙遠星系的光抵達地球，平均的宇宙顏色（從地球看見的）邊上會略為增加純白的顏色，由於這些光是在恆星比現在還年輕和偏藍時就發出的。

### 顏色的命名

由於使用的軟體在計算陰影下上中的一個錯誤，原始和錯誤的顏色是宇宙綠松石。(#9CFFCE)

這個顏色顯示在華盛頓郵報。 格來茲布魯克開玩笑地說他正在尋找新顏色的名稱和建議，有幾位讀了這篇文章的人提出了建議。這是參與投票的科學家對於新顏色投票的結果： 
| 顏色名稱                          | 命名者           | JHU天文學家的投票數 |
| --------------------------------- | ---------------- | ------------------- |
| 宇宙拿鐵                          | Peter Drum       | 6                   |
| 宇宙卡布奇諾                      | Peter Drum       | 17                  |
| 大霹靂淡黃/紅化/米色              | Many entrants    | 13                  |
| 宇宙乳酪（Cosmic Cream）          | Several entrants | 8                   |
| 天文學家綠（Astronomer Green）    | Unknown          | 8                   |
| 天文學家杏仁（Astronomer Almond） | Lisa Rose        | 7                   |
| Skyvory                           | Michael Howard   | 7                   |
| Univeige                          | Several entrants | 6                   |
| 宇宙卡其布（Cosmic Khaki）        | Unknown          | 5                   |
| Primordial Clam Chowder           | Unknown          | 4                   |

雖然Drum建議的"宇宙卡布奇諾"得到最高票，但是格萊茲布魯克與巴德里比較偏好Drum建議的"宇宙拿鐵"的名稱。Drum提出是在星巴克咖啡館喝咖啡時閱讀到華盛頓郵報時，注意到顏色與他喝的拿鐵咖啡一致。

## 外部連結
- The Cosmic Spectrum（宇宙光譜）（页面存档备份，存于），研究計畫的官方網頁（英文）
- 宇宙的平均顏色（页面存档备份，存于），每日一天文圖（英文）